# Polizeipräsidium Mittelhessen

Direktionen/betreute Landkreise des Polizeipräsidiums Mittelhessen

Das Polizeipräsidium Mittelhessen ist eines von sieben Flächenpräsidien der hessischen Polizei. Betreut werden die drei mittelhessischen Landkreise Gießen, Lahn-Dill und Marburg-Biedenkopf des Regierungsbezirks Gießen sowie der Wetteraukreis des Regierungsbezirks Darmstadt. Derzeitiger Polizeipräsident ist Torsten Krückemeier.

## Aufbau
Das Polizeipräsidium Mittelhessen besteht aus sechs Direktionen. Vier Polizeidirektionen entsprechen den vier Landkreisen Gießen, Lahn-Dill, Wetterau und Marburg-Biedenkopf. Hinzu kommen die Direktion Verkehrssicherheit/Sonderdienste (mit der Polizeiautobahnstation Butzbach, vier Regionalen Verkehrsdiensten in den Landkreisen und der Wachpolizei) und die Kriminaldirektion Mittelhessen (mit einer Zentralen Kriminalinspektion für gesamt Mittelhessen und einer Regionalen Kriminalinspektion für den Landkreis Gießen).

### Polizeidirektion Gießen

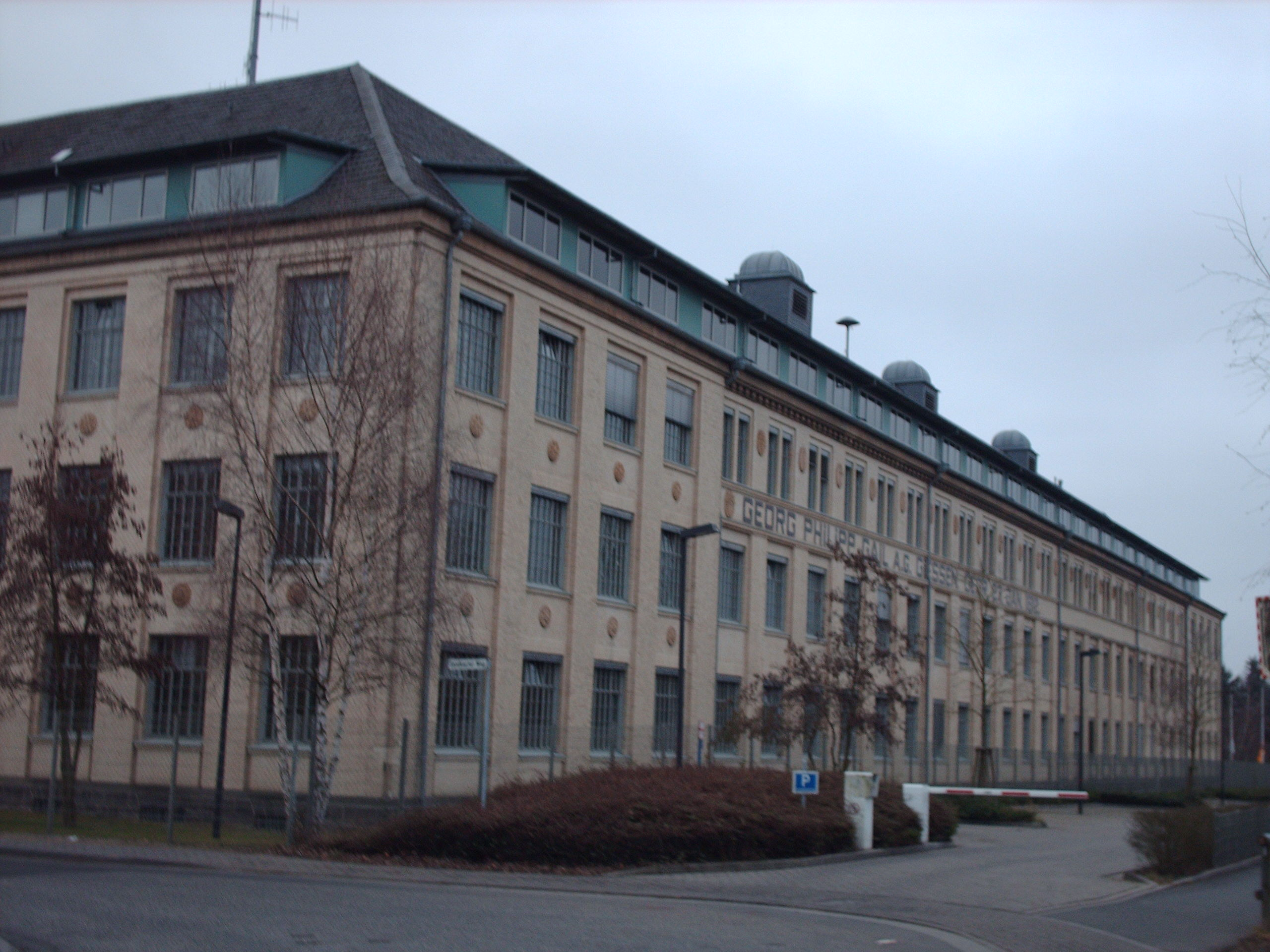
Teile des Polizeipräsidiums Mittelhessen sind in der ehemaligen Gail’schen Zigarrenfabrik in Gießen untergebracht

Zur Polizeidirektion Gießen gehören die drei Polizeistationen Gießen-Nord, Gießen-Süd, Grünberg und die Ermittlungsgruppe Gießen.
Zur Polizeistation Gießen-Nord gehören folgende Städte und Gemeinden: Lollar, Staufenberg, Biebertal, Wettenberg, Buseck und Gießen, zur Polizeistation Gießen-Süd Heuchelheim an der Lahn, Fernwald, Linden, Pohlheim, Langgöns und ebenfalls Gießen. Die Polizeistation Grünberg betreut Allendorf (Lumda), Rabenau (Hessen), Reiskirchen, Grünberg (Hessen), Laubach, Lich und Hungen.

### Polizeidirektion Lahn-Dill

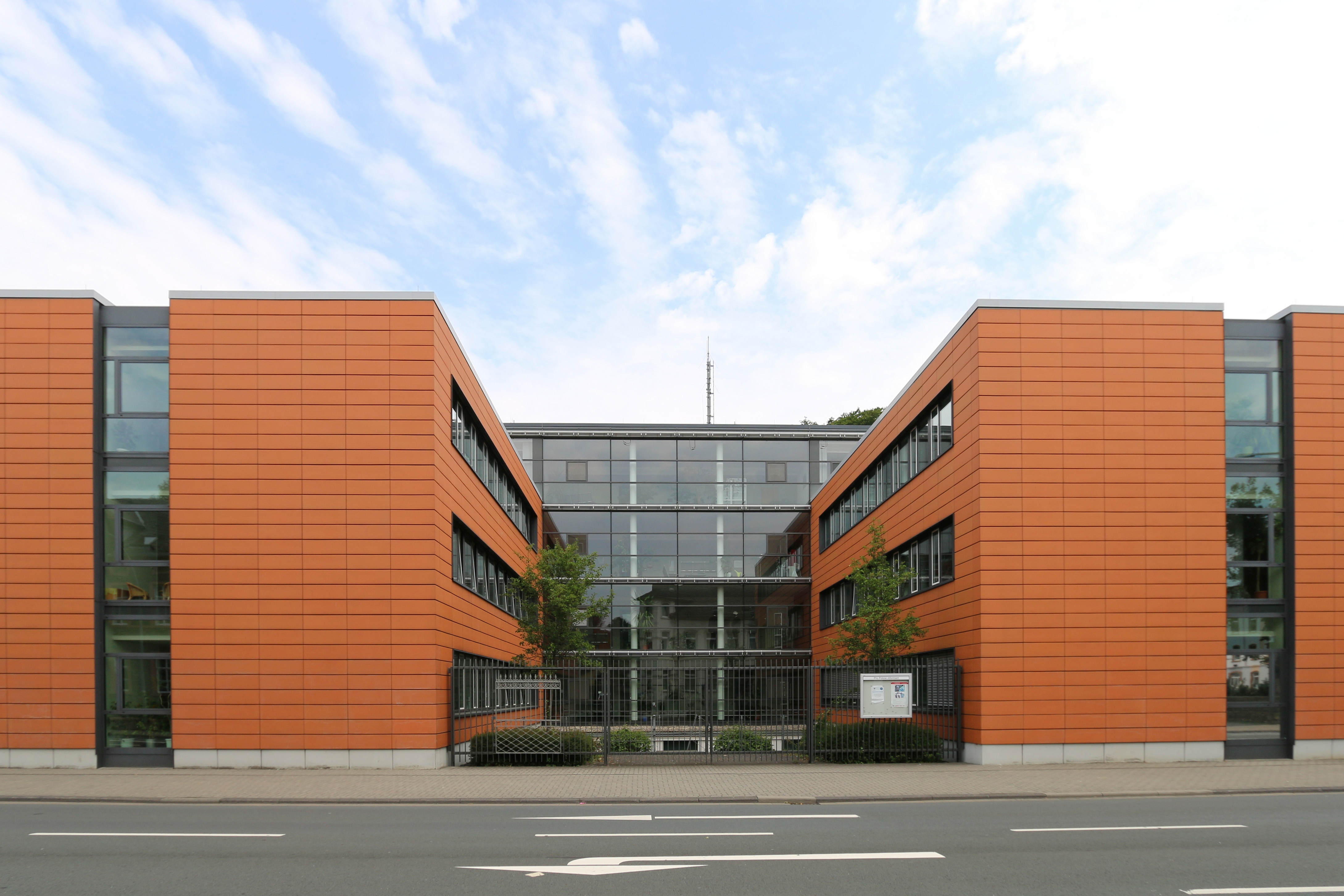
Polizeistation in Dillenburg

Zur Polizeidirektion Lahn-Dill gehören drei Polizeistationen sowie die Regionale Kriminalinspektion Lahn-Dill. Für Wetzlar, Lahnau, Solms, Hüttenberg, Braunfels, Schöffengrund, Waldsolms, Aßlar und Leun ist die Polizeistation Wetzlar zuständig. Die Polizeistation Herborn mit dem Polizeiposten Ehringshausen betreut Herborn, Mittenaar, Sinn, Driedorf, Greifenstein, Ehringshausen, Hohenahr und Bischoffen. Der Polizeistation Dillenburg ist der Polizeiposten Haiger angeschlossen. Diese betreuen Dillenburg, Dietzhölztal, Eschenburg, Haiger, Siegbach und Breitscheid.

### Polizeidirektion Marburg-Biedenkopf
Die Polizeidirektion Marburg-Biedenkopf besteht aus drei Polizeistationen sowie der Regionalen Kriminalinspektion Marburg.
Die Polizeistation Biedenkopf (Biedenkopf, Dautphetal, Breidenbach, Steffenberg) ist für die Gemeinden im Westen des Landkreises verantwortlich, wobei der Station der Polizeiposten Gladenbach (Gladenbach, Bad Endbach, Angelburg) zugeordnet ist. Für die Städte und Gemeinden Marburg, Wetter, Ebsdorfergrund, Cölbe, Weimar (Lahn), Lahntal, Lohra, Fronhausen und Münchhausen ist die Polizeistation Marburg mit ihren Polizeiposten Marburg-Rathaus, Wetter und Cölbe zuständig. Im Osten des Kreises ist die Polizeistation Stadtallendorf für die Städte und Gemeinden Stadtallendorf, Kirchhain, Amöneburg, Neustadt, Rauschenberg und Wohratal verantwortlich. Zugeordnet ist ihr der Polizeiposten Kirchhain.

### Polizeidirektion Wetterau
Die vier Polizeistationen Friedberg (mit Polizeiposten in Bad Nauheim), Büdingen (mit Polizeiposten Nidda), Bad Vilbel und Butzbach, sowie die Regionale Kriminalinspektion gehören zur Polizeidirektion Wetterau.
Für Friedberg, Bad Nauheim, Wölfersheim, Reichelsheim, Rosbach v. d. Höhe, Florstadt, Niddatal, Echzell und Wöllstadt ist die Polizeistation Friedberg zuständig. Die Polizeistation Büdingen versorgt die Städte und Gemeinden Büdingen, Nidda, Gedern, Hirzenhain, Ranstadt, Ortenberg, Kefenrod, Glauburg, Altenstadt und Limeshain. Die Polizeistation Bad Vilbel betreut die Städte Bad Vilbel und Karben, während die Polizeistation Butzbach für Butzbach, Rockenberg, Ober-Mörlen und Münzenberg zuständig ist.